# Волоковая 2
Волоковая 2 — опустевшая деревня в составе Опаринского района Кировской области. 

## География
Находится на расстоянии примерно 22 километра по прямой на юг от районного центра поселка Опарино.

## История
Известна с 1891 года, в 1926 году 13 дворов и 78 жителей, в 1950 году дворов 19 и жителей 58, в 1989 году 12 постоянных жителей. До 2021 года входила в Вазюкское сельское поселение Опаринского района, ныне непосредственно в составе Опаринского района.

## Население
Постоянное население  составляло 7 человек (русские 100%) в 2002 году, 0 в 2010.